# Менса, Альберт
Альберт Менса (англ. Albert Mensah; род. 20 марта 1983) — ганский боксер-профессионал выступавший в первой полусредней и лёгкой весовых категориях. Чемпион Ганы (2007), Африканского боксерского союза (ABU) (2008 — 2009), интернациональный чемпион по версии IBF (2009 — 2012), континентальный чемпион Африки по версии IBF (2013).

## Карьера
Альберт Менса дебютировал на профессиональном ринге 16 февраля 2002 года победив по очкам Каму Адизана. 23 марта 2007 года в поединке против Бен Анкра выиграл титул чемпиона Ганы лёгком весе — свой первый титул в профессиональной карьере. 2 августа 2008 года нокаутировал Кеннета Кидегу и завоевал вакантный титул чемпиона Африки в первом полусреднем весе по версии Африканского боксёрского союза, а 22 марта 2009 года успешно защитил титул в бою против своего соотечественника Айи Брюса. 
26 декабря 2009 года выиграл бой за титул панафриканского чемпиона в первом полусреднем весе по версии WBA в бою против Исаака Квартея, а 15 мая 2010 года защитил титул в бою против этого же спортсмена. 15 июля 2011 года в бою против канадца Андре Горгеса выиграл титул интернационального чемпиона в первом полусреднем весе по версии IBF. 13 апреля 2012 года защитил титул в поединке с австралийцем Майклом Катсидисом. 1 декабря 2012 года в бою за титулы интернационального чемпиона по версии IBF и чемпиона Балтийских стран по версии WBC проиграл единогласным судейским решением россиянину Денису Шафикову. 3 мая 2013 года выиграл вакантный титул континентального чемпиона Африки по версии IBF.
17 августа 2018 года потерпел досрочное поражение от серебряного призёра Олимпийских игр Шахрама Гиясова.